# أدونيس داودي
أدونيس داودي (الاسم العلمي: Adonis davidii) نوع نباتي ينتمي إلى جنس الأدونيس أو عين الجمل من الفصيلة الحوذانية.